# Siti Hartinah
Siti Hartinah, née le 23 août 1923 à Surakarta et morte le 28 avril 1996 à Jakarta, fut la Première dame d'Indonésie de 1967 à 1996. Elle était l'épouse du président indonésien Soeharto. Elle est populairement connue sous le nom d'Ibu Tien en Indonésie.

## Jeunesse
Siti Hartinah est née dans le Java central en 1923. Sa famille faisait partie de la noblesse de Surakarta et était liée à la maison royale de Mangkunegaran. Son père était un fonctionnaire de la cour de Mangkunegara et était noble et sa mère était une descendante de Mangkunegara III. À cette époque, les employés de la cour royale devaient avoir du sang royal.

## Mariage avec Soeharto
Le mariage de Siti Hartinah avec Soeharto a été initié par un mariage arrangé. À cette époque, Suharto avait le grade de lieutenant-colonel dans l'armée indonésienne à Yogyakarta.
Siti Hartinah a épousé Suharto le 26 décembre 1947. Suharto avait 26 ans, Siti Hartinah 24. La réception du soir était éclairée uniquement à la lueur des bougies, car la ville était en état d'alerte au cas où les Pays-Bas reprendraient leurs raids aériens.

## Première dame d'Indonésie
Siti Hartinah était connue en Indonésie sous le nom de « Madame Tien » (Ibu Tien). Elle était largement reconnue pour son influence politique, ainsi que pour son étroite confidente et sa conseillère politique auprès de Soeharto.

## Mort
Siti Hartinah est décédée d'une insuffisance cardiaque le 28 avril 1996 à Jakarta.